# شکل ارزش
شکلِ ارزش (به آلمانی: Wertform) مفهومی در نقد کارل مارکس از اقتصاد سیاسی است. شرح مارکس از شکل ارزش در اشکال بعدی مارکسیسم، در مکتب فرانکفورت و در پسامارکسیسم به‌طور متفاوتی پذیرفته شده. وقتی کار اجتماعی به بنگاه‌های مستقل تقسیم می‌شود و به‌طور سرمایه‌داری سازمان‌دهی می‌شود: محصولات این سازمان‌دهی به شکل مجموعه‌ای از کالاهای از انواع مختلف، که در بازار با یکدیگر روبرو (رقیب) هستند، وجود دارند.

## توضیح ساده
هنگامی که مفهوم شکل ارزش در فصل اول سرمایه، جلد اول معرفی می‌شود، مارکس روشن می‌کند که ارزش اقتصادی تنها از طریق شکل ارزشی که با مبادله محصولات ایجاد و به شیوه‌ای عینیت ملموس می‌یابد. مردم به خوبی می‌دانند که هر محصولی نشان‌دهنده یک ارزش است، یعنی هزینه‌های اقتصادی عرضه برای محصول وجود دارد (برخی افراد باید برای تولید و عرضه آن تلاش کنند تا دیگران بتوانند از آن استفاده کنند). با این حال، مارکس این سوالات را مطرح می‌کند که چگونه ارزش را می‌توان کمی سازی کرد؟ چگونه ارزش می‌تواند وجود داشته باشد؟ منبع آن چیست؟ و چگونه تفاوت‌های ارزش را می‌توان توضیح داد؟